# Northern League Division 1
Northern League Division 1 är den högsta division i den engelska fotbollsligan Northern League och ligger på nivå 9 i det engelska ligasystemet.
När säsongen är färdigspelad flyttas tre klubbar ned i Northern League Division 2 samtidigt som tre klubbar flyttas upp (om vissa kriterier är uppfyllda).

## Mästare
| År        | Mästare                          |
| --------- | -------------------------------- |
| 1889-90   | Darlington St. Augustine's       |
| 1890-91   | Middlesbrough Ironopolis FC      |
| 1891-92   | Middlesbrough Ironopolis FC      |
| 1892-93   | Middlesbrough Ironopolis FC      |
| 1893-94   | Middlesbrough                    |
| 1894-95   | Middlesbrough                    |
| 1895-96   | Darlington                       |
| 1896-97   | Middlesbrough                    |
| 1897-98   | Stockton                         |
| 1898-99   | Bishop Auckland                  |
| 1899-1900 | Darlington                       |
| 1900-01   | Bishop Auckland                  |
| 1901-02   | Bishop Auckland                  |
| 1902-03   | Newcastle United A               |
| 1903-04   | Newcastle United A               |
| 1904-05   | Newcastle United A               |
| 1905-06   | Sunderland A och Bishop Auckland |
| 1906-07   | Stockton                         |
| 1907-08   | South Bank                       |
| 1908-09   | Bishop Auckland                  |
| 1909-10   | Bishop Auckland                  |
| 1910-11   | Eston United                     |
| 1911-12   | Bishop Auckland                  |
| 1912-13   | Esh Winning                      |
| 1913-14   | Willington                       |
| 1914-15   | Crook Town                       |
| 1915-19   | Första världskriget              |
| 1919-20   | South Bank                       |
| 1920-21   | Bishop Auckland                  |
| 1921-22   | South Bank                       |
| 1922-23   | Eston United                     |
| 1923-24   | Tow Law                          |
| 1924-25   | Tow Law                          |
| 1925-26   | Willington                       |
| 1926-27   | Crook Town                       |
| 1927-28   | Chilton Colliery                 |
| 1928-29   | Stockton                         |
| 1929-30   | Willington                       |

| År      | Mästare            |
| ------- | ------------------ |
| 1930-31 | Bishop Auckland    |
| 1931-32 | Stockton           |
| 1932-33 | Stockton           |
| 1933-34 | Shildon            |
| 1934-35 | Shildon            |
| 1935-36 | Shildon            |
| 1936-37 | Shildon            |
| 1937-38 | Ferryhill Athletic |
| 1938-39 | Bishop Auckland    |
| 1939-40 | Shildon            |
| 1940-45 | Andra världskriget |
| 1945-46 | Stanley United     |
| 1946-47 | Bishop Auckland    |
| 1947-48 | Ferryhill Athletic |
| 1948-49 | Evenwood           |
| 1949-50 | Bishop Auckland    |
| 1950-51 | Bishop Auckland    |
| 1951-52 | Bishop Auckland    |
| 1952-53 | Crook Town         |
| 1953-54 | Bishop Auckland    |
| 1954-55 | Bishop Auckland    |
| 1955-56 | Bishop Auckland    |
| 1956-57 | Billingham         |
| 1957-58 | Ferryhill Athletic |
| 1958-59 | Crook Town         |
| 1959-60 | West Auckland      |
| 1960-61 | West Auckland      |
| 1961-62 | Stanley United     |
| 1962-63 | Crook Town         |
| 1963-64 | Stanley United     |
| 1964-65 | Whitley Bay FC     |
| 1965-66 | Whitley Bay FC     |
| 1966-67 | Bishop Auckland    |
| 1967-68 | Spennymoor         |
| 1968-69 | North Shields FC   |
| 1969-70 | Spennymoor         |
| 1970-71 | Spennymoor         |
| 1971-72 | Spennymoor         |

| År        | Mästare                    |
| --------- | -------------------------- |
| 1972-73   | Blyth Spartans AFC         |
| 1973-74   | Spennymoor                 |
| 1974-75   | Blyth Spartans AFC         |
| 1975-76   | Blyth Spartans AFC         |
| 1976-77   | Spennymoor United          |
| 1977-78   | Spennymoor United          |
| 1978-79   | Spennymoor United          |
| 1979-80   | Blyth Spartans AFC         |
| 1980-81   | Blyth Spartans AFC         |
| 1981-82   | Blyth Spartans AFC         |
| 1982-83   | Blyth Spartans AFC         |
| 1983-84   | Blyth Spartans AFC         |
| 1984-85   | Bishop Auckland            |
| 1985-86   | Bishop Auckland            |
| 1986-87   | Blyth Spartans AFC         |
| 1987-88   | Blyth Spartans AFC         |
| 1988-89   | Billingham Synthonia       |
| 1989-90   | Billingham Synthonia       |
| 1990-91   | Gretna                     |
| 1991-92   | Gretna                     |
| 1992-93   | Whitby Town                |
| 1993-94   | Durham City                |
| 1994-95   | Tow Law Town               |
| 1995-96   | Billingham Synthonia       |
| 1996-97   | Whitby Town                |
| 1997-98   | Bedlington Terriers FC     |
| 1998-99   | Bedlington Terriers FC     |
| 1999-2000 | Bedlington Terriers FC     |
| 2000-01   | Bedlington Terriers FC     |
| 2001-02   | Bedlington Terriers FC     |
| 2002-03   | Brandon United             |
| 2003-04   | Dunston Federation Brewery |
| 2004-05   | Dunston Federation Brewery |
| 2005-06   | Newcastle Blue Star FC     |
| 2006-07   | Whitley Bay                |
| 2007-08   | Durham City                |
| 2008-09   | Newcastle Benfield         |
| 2009-10   | Spennymoor Town            |

| År      | Mästare         |
| ------- | --------------- |
| 2010-11 | Spennymoor Town |
| 2011-12 | Spennymoor Town |
| 2012-13 | Darlington 1883 |
| 2013-14 | Spennymoor Town |
| 2014-15 | Marske United   |
| 2015-16 | Shildon         |
| 2016-17 | South Shields   |
| 2017-18 | Marske United   |
| 2018-19 | Dunston UTS     |